# Seidenbuch
Seidenbuch ist ein Stadtteil von Lindenfels im südhessischen Landkreis Bergstraße im Odenwald. Der Ort entstand im 18. Jahrhundert um eine Glashütte.

## Geographische Lage
Seidenbuch liegt am Nordhang des Krehberg im Vorderen Odenwald auf einer Höhe von 434 Meter, das Neubaugebiet am Osthang auf 470 Meter Höhe. Die Gemarkung umfasst eine Fläche von 162 ha, hiervon sind 119 ha Wald, und sie liegt im Geo-Naturpark Bergstraße-Odenwald.
Seidenbuch liegt rund 8 km westlich der Stadtmitte von Lindenfels. Die nächstgelegenen Ortschaften sind Glattbach und Winkel im Nordosten, Knoden und Schannenbach im Westen, Seidenbach und Erlenbach im Süden sowie Eulsbach und Schlierbach im Südosten.

## Geschichte

### Ortsgeschichte
Mit dem Bau einer Glashütte 1782 wurde der Ort Seidenbuch gegründet.
Die Glashütte nahm eine kurze und wechselvolle wirtschaftliche Entwicklung. Es hatten sich zwei Manufakturbetreiber um die Nutzung der Buchenholzressourcen dieser Gegend beworben: Wolfgang Renner aus Wald-Michelbach wollte eine Waffenschmiede aufbauen und der Mannheimer Hofkellermeister Franz Friederich wollte eine Glashütte errichten. Letzterer erhielt am 15. Februar 1782 die Genehmigung zum Bau einer Glashütte. Es gab damals in der Kurpfalz keine andere Glashütte. In der Genehmigung heißt es: Franz Friedrich solle „alle arten von glas und glaswaaren besonders aber schlechtes grünes und schwartzes auch gemeines Weißes, von vorzüglicher güte und schönheit verfertigen“. Was oft vergessen wird, der Kurfürst war zwar 1778 nach München gezogen, doch die Kurfürstin Elisabeth-Auguste residierte noch mit ihrem großen Hofstaat in Mannheim und Oggersheim. Doch bereits nach 18 Jahren musste die Glashütte wieder geschlossen werden, weil der Wald abgeholzt war und die kurpfälzische Verwaltung vor den nahenden Franzosen nach München floh.
Im Oktober 1835 wurde die Ansiedlung (der Erbbestand) von den Peter Friedrich an Carl Neuhaus verkauft, der die Grundstücke bald darauf an die bis dahin oft landlosen Anwohner verkaufte.
Weil die Bevölkerung große Not litt, wurden 1849 die Waldfelder angelegt, die heute das Neubaugebiet bilden.
1934 wurde die Gemarkung Seidenbuch mit dem Seidenbuchwald zu einer Gemarkung zusammengefügt.
Da Seidenbuch nur sehr wenig Ackerland hatte und auch heute noch hat, wurde im Wesentlichen Kleinstlandwirtschaft betrieben, die sich im Wesentlichen auf den Anbau von Kartoffeln und Getreide, sowie Schweine- und Ziegenhaltung beschränkte. Nur zwei Höfe besaßen Pferde, einige weitere Kühe. Im 19. Jahrhundert gab es mehrere Kleinbetriebe im Ort, so eine Woll-, eine Tuch- und eine Tabakfabrikation, einen Instrumentenbauer mit Namen Josef Tremper, eine Streichholzmacherei, Körbe wurden geflochten Stühle hergestellt und die Familie Fleischmann stellte exzellente Zimmerleute.
Nach Mitte des 19. Jahrhunderts spielte dann für einige Jahre der Bergbau mit dem Abbau von Graphit und Kupfer in Seidenbach eine wichtige Rolle. Mit dem Anlegen von Steinbrüchen im Seidenbuch-Wald kamen Fachkräfte aus dem Fichtelgebirge, aus Bayern und Italien nach Seidenbuch. Bis zum Zweiten Weltkrieg wurden viele der Steinbrüche wieder geschlossen.
Seidenbuch wurde 1925 an das Elektrizitätsnetz angeschlossen.
Im Zuge der Gebietsreform in Hessen wurde die Gemeinde Seidenbuch am 1. August 1972 kraft Gesetzes in die Stadt Lindenfels eingegliedert.

### Ortsname
Bereits im 16. Jahrhundert hieß das Gebiet am Krehberg „die seidenen Buchen“, bereits in den Lindenfelser Salbüchern (Staatsarchiv Darmstadt, Salbuch 64a, 64b) des frühen 17. Jahrhunderts „Seidenbuch“. Daraus leitet sich der Name der Ortschaft ab. Für das Wachstum von Buchen sind die Böden und die Lage des Seidenbuch-Waldes ideal. Die höchste gemessene Buche hatte eine Länge von 52 Metern. In dieser Gegend wachsen die höchsten Altbuchen Hessens.

### Verwaltungsgeschichte
Das Dorf entstand im späten 18. Jahrhundert auf kurpfälzischem Gebiet und wurde durch das Oberamt Lindenfels verwaltet. Dort lag es im Gebiet der „Thal-Zent“ während das Oberamt zur Pfalzgrafschaft bei Rhein des Kurfürstentum Pfalzbayern gehörte.
Das ausgehende 18. und beginnende 19. Jahrhundert brachte Europa weitreichende Änderungen. Infolge der Napoleonischen Kriege wurde das Heilige Römische Reich (Deutscher Nation) durch den Reichsdeputationshauptschluss von 1803 neu geordnet und hörte mit der Niederlegung der Reichskrone am 6. August 1806 auf zu bestehen. Durch diese Neuordnung und Auflösung der Kurpfalz kam das Oberamt Lindenfels und mit ihm Seidebuch zur Landgrafschaft Hessen-Darmstadt, die 1806 in dem ebenfalls auf Druck Napoleons gebildeten Großherzogtum Hessen aufging. Als das Oberamt Lindenfels 1803 zu Hessen kam, wurde dieses vorerst als hessische Amtsvogtei weitergeführt und ab 1812 wurde Seidenbuch zunächst dem Amt Bensheim, aber noch im gleichen Jahr dem Amt Fürth zugewiesen.
Nach der endgültigen Niederlage Napoléons regelte der Wiener Kongress 1814/15 auch die territorialen Verhältnisse für Hessen, daraufhin wurden 1816 im Großherzogtum Provinzen gebildet. Dabei wurde das vorher als „Fürstentum Starkenburg“ bezeichnete Gebiet, das aus den südlich des Mains gelegenen alten Hessischen und den ab 1803 hinzugekommenen rechtsrheinischen Territorien bestand, in „Provinz Starkenburg“ umbenannt.
Durch den Wiener Kongress bekam das Großherzogtum Hessen entsprechend Artikel 47 weitere Gebiete zugewiesen, unter anderem Worms, Alzey, Bingen und Mainz, ein Gebiet, das als Rheinhessen bezeichnet wurde. 1815 trat das Großherzogtum dem Deutschen Bund bei. Durch das Traktat von Frankfurt vom 30. Juni 1816 trat Großherzog Ludwig infolge des Deutschen Kriegs das schon vor dem Reichsdeputationshauptschluss am 6. September 1802 besetzte Herzogtum Westfalen an den König von Preußen ab.
1821 wurden im Rahmen einer umfassenden Verwaltungsreform die Amtsvogteien in den Provinzen Starkenburg und Oberhessen des Großherzogtums aufgelöst und Landratsbezirke eingeführt, wobei Seidenbuch zum Landratsbezirk Lindenfels kam. Im Rahmen dieser Reform wurden auch Landgerichte geschaffen, die jetzt unabhängig von der Verwaltung waren. Deren Gerichtsbezirke entsprachen in ihrem Umfang den Landratsbezirken. Für den Landratsbezirk Lindenfels war das Landgericht Fürth als Gericht erster Instanz zuständig. Diese Reform ordnete auch die Verwaltung auf Gemeindeebene. So war die Bürgermeisterei in Schlierbach neben Glattbach auch für die Orte Kolmbach, Seidenbach, Seidenbuch und Winkel zuständig. Entsprechend der Gemeindeverordnung vom 30. Juni 1821 gab es keine Einsetzungen von Schultheißen mehr, sondern einen gewählten Ortsvorstand, der sich aus Bürgermeister, Beigeordneten und Gemeinderat zusammensetzte.
1832 wurden die Verwaltungseinheiten weiter vergrößert und es wurden Kreise geschaffen. Nach der am 20. August 1832 bekanntgegebenen Neugliederung sollte es in Süd-Starkenburg künftig nur noch die Kreise Bensheim und Lindenfels geben; der Landratsbezirk von Heppenheim sollte in den Kreis Bensheim fallen. Noch vor dem Inkrafttreten der Verordnung zum 15. Oktober 1832 wurde diese aber dahingehend revidiert, dass statt des Kreises Lindenfels neben dem Kreis Bensheim der Kreis Heppenheim als zweiter Kreis gebildet wurde, zu dem jetzt Seidenbuch gehörte. 1842 wurde das Steuersystem im Großherzogtum reformiert und der Zehnte und die Grundrenten werden durch ein Steuersystem ersetzt wie in den Grundzügen heute noch existiert.
Infolge der Märzrevolution 1848 wurden mit dem „Gesetz über die Verhältnisse der Standesherren und adeligen Gerichtsherren“ vom 15. April 1848 die standesherrlichen Sonderrechte endgültig aufgehoben. Darüber hinaus wurden in den Provinzen, die Kreise und die Landratsbezirke des Großherzogtums am 31. Juli 1848 abgeschafft und durch „Regierungsbezirke“ ersetzt, wobei die bisherigen Kreise Bensheim und Heppenheim zum Regierungsbezirk Heppenheim vereinigt wurden. Bereits vier Jahre später, im Laufe der Reaktionsära, kehrte man aber zur Einteilung in Kreise zurück und Seidenbuch wurde Teil des neu geschaffenen Kreises Lindenfels.
Die im Dezember 1852 aufgenommenen Bevölkerungs- und Katasterlisten ergaben für Seidenbuch: Reformatorisches und katholisches Filialdorf mit 161 Einwohnern. Die Gemarkung besteht aus 647 Morgen, davon 16 Morgen Ackerland, 16 Morgen Wiesen und 607 Morgen Wald.
In den Statistiken des Großherzogtums Hessen werden, bezogen auf Dezember 1867, für das Filialdorf Seidenbuch mit der Bürgermeisterei in Kolmbach, 29 Häuser, 164 Einwohnern, der Kreis Lindenfels, das Landgericht Fürth, die evangelische reformierte Pfarrei Schlierbach des Dekanats Lindenfels und die katholische Pfarrei Lindenfels des Dekanats Heppenheim, angegeben.
Nachdem das Großherzogtum Hessen ab 1871 Teil des Deutschen Reiches war, wurden 1874 eine Reihe von Verwaltungsreformen durchgeführt. So wurden die landesständige Geschäftsordnung sowie die Verwaltung der Kreise und Provinzen durch Kreis- und Provinzialtage geregelt. Die Neuregelung trat am 12. Juli 1874 in Kraft und verfügte auch die Auflösung der Kreise Lindenfels und die Eingliederung von Seidenbuch in den Kreis Bensheim.
Die hessischen Provinzen Starkenburg, Rheinhessen und Oberhessen wurden 1937 nach der 1936 erfolgten Auflösung der Provinzial- und Kreistage aufgehoben. Zum 1. November 1938 trat dann eine umfassende Gebietsreform auf Kreisebene in Kraft. In der ehemaligen Provinz Starkenburg war der Kreis Bensheim besonders betroffen, da er aufgelöst und zum größten Teil dem Kreis Heppenheim zugeschlagen wurde. Der Kreis Heppenheim übernahm auch die Rechtsnachfolge des Kreises Bensheim und erhielt den neuen Namen Landkreis Bergstraße.
Das Großherzogtum Hessen war von 1815 bis 1866 ein Mitgliedsstaat des Deutschen Bundes und danach ein Bundesstaat des Deutschen Reiches. Es bestand bis 1919, nach dem Ersten Weltkrieg wurde das Großherzogtum zum republikanisch verfassten Volksstaat Hessen. 1945 nach Ende des Zweiten Weltkriegs befand sich das Gebiet des heutigen Hessen in der amerikanischen Besatzungszone und durch Weisung der Militärregierung entstand Groß-Hessen, aus dem das Bundesland Hessen in seinen heutigen Grenzen hervorging.
Im Jahr 1961 wurde die Gemarkungsgröße mit 162 ha angegeben, davon waren 141 ha Wald. Im 2012 waren es noch 118,9 ha Wald.
Im Zuge der Gebietsreform in Hessen wurde die Gemeinde Seidenbuch am 1. August 1972 kraft Landesgesetzes in die Stadt Lindenfels eingegliedert.  Für Seidenbuch wurde wie für alle nach Lindenfels eingegliederten Orte ein Ortsbezirk mit Ortsbeirat und Ortsvorsteher nach der Hessischen Gemeindeordnung eingerichtet.
Verwaltungsgeschichte im Überblick
Die folgende Liste zeigt die Staaten und Verwaltungseinheiten, denen Seidenbuch angehört(e):
- vor 1737: Heiliges Römisches Reich, Pfalzgrafschaft bei Rhein, Oberamt Heidelberg, Amt Lindenfels, Neue Zent
- ab 1737: Heiliges Römisches Reich, Pfalzgrafschaft bei Rhein, Oberamt Lindenfels, Neue Zent
- ab 1777: Heiliges Römisches Reich, Kurfürstentum Pfalzbayern (durch Erbfall), Pfalzgrafschaft bei Rhein, Oberamt Lindenfels, Neue Zent
- ab 1803: Heiliges Römisches Reich, Landgrafschaft Hessen-Darmstadt,[Anm. 2] Fürstentum Starkenburg, Amt Lindenfels
- ab 1806: Großherzogtum Hessen,[Anm. 3] Fürstentum Starkenburg, Amt Lindenfels[20]
- ab 1812: Großherzogtum Hessen, Fürstentum Starkenburg, Amt Fürth (kurzzeitig Amt Bensheim)
- ab 1815: Großherzogtum Hessen[Anm. 4], Provinz Starkenburg, Amt Fürth
- ab 1821: Großherzogtum Hessen, Provinz Starkenburg, Landratsbezirk Lindenfels[Anm. 5]
- ab 1832: Großherzogtum Hessen, Provinz Starkenburg, Kreis Heppenheim
- ab 1848: Großherzogtum Hessen, Regierungsbezirk Heppenheim
- ab 1852: Großherzogtum Hessen, Provinz Starkenburg, Kreis Lindenfels
- ab 1871: Deutsches Reich,[Anm. 6] Großherzogtum Hessen, Provinz Starkenburg, Kreis Lindenfels
- ab 1874: Deutsches Reich, Großherzogtum Hessen, Provinz Starkenburg, Kreis Bensheim
- ab 1918: Deutsches Reich, Volksstaat Hessen,[Anm. 7] Provinz Starkenburg, Kreis Bensheim
- ab 1938: Deutsches Reich, Volksstaat Hessen, Landkreis Bergstraße[21][Anm. 8]
- ab 1945: Amerikanische Besatzungszone,[Anm. 9] Groß-Hessen, Regierungsbezirk Darmstadt, Landkreis Bergstraße
- ab 1946: Amerikanische Besatzungszone, Land Hessen, Regierungsbezirk Darmstadt, Landkreis Bergstraße
- ab 1949: Bundesrepublik Deutschland, Land Hessen, Regierungsbezirk Darmstadt, Landkreis Bergstraße
- ab 1972: Bundesrepublik Deutschland, Land Hessen, Regierungsbezirk Darmstadt, Landkreis Bergstraße, Stadt Lindenfels[Anm. 10]

### Gerichte
Die Gerichtsbarkeit des Oberamtes Lindenfels ging 1813 an das neue Justizamt in Fürth über. Mit Bildung der Landgerichte im Großherzogtum Hessen war ab 1821 das Landgericht Fürth das Gericht erster Instanz.
Anlässlich der Einführung des Gerichtsverfassungsgesetzes mit Wirkung vom 1. Oktober 1879, infolge derer die bisherigen großherzoglich hessischen Landgerichte durch Amtsgerichte an gleicher Stelle ersetzt wurden, während die neu geschaffenen Landgerichte nun als Obergerichte fungierten, kam es zur Umbenennung in Amtsgericht Fürth und Zuteilung zum Bezirk des Landgerichts Darmstadt.

### Historische Beschreibungen
Die Statistisch-topographisch-historische Beschreibung des Großherzogthums Hessen berichtet 1829 über Seidenbuch:

„Seidenbuch (L. Bez. Lindenfels) reform. und kath. Filialdorf liegt 2⁄4 St. von Lidenfels, hat 23 Häuser und 162 Einw., unter welchen 19 luth., 65 Reform. und 78 Kath. sind. Von diesen Einwohnern sind 10 Gewerbsleute mit Einschluß eines Tabaksfabrikanten und 3 Taglöhner. Der Ort kam 1802 von Churpfalz an Hessen. In dortiger Gegend wird der Ort gewöhnlich Glashütte genannt, indem hier früher eine Glashütte gestanden hat, welche, so wie die nach derselben angelegten Manufaktur, die aber gleichfalls nicht mehr existirt, dem Orte seine Entstehung gegeben hat.“

Im Neuestes und gründlichstes alphabetisches Lexicon der sämmtlichen Ortschaften der deutschen Bundesstaaten von 1845 heißt es:

„Seidenbuch oder Glashütte bei Schlierbach. – Dorf, zur reform. Pfarrei Schlierbach, resp. kathol. Pfarrei Lindenfels gehöriq. – 23 H., 162 (meistens evangel.) Einw. – Großherzogth. Hessen. – Prov. Starkenburg. – Kreis Heppenheim. – Landger. Fürth. – Hofger. Darmstadt. – Das Dorf Seidenbuch ist im J. 1802 von Churpfalz an Hessen übergegangen.“

### Bevölkerungsentwicklung
Zur Zeit der Ortsgründung lebten ca. 100 Einwohner um die Glashütte. Um 1900 wurden 220 Einwohner gezählt. Mit der Anlage des Neubaugebietes in den „Waldfeldern“ südlich von Seidenbuch nach 1960 erhöhte sich die Zahl deutlich. Bei den Volkszählungsterminen wurden am 6. Juni 1961 insgesamt 234 und am 27. Mai 1970 insgesamt 333 Einwohner gezählt. Am 30. Juni 2012 zählte Seidenbuch 359 Einwohner.
| • 1806: | 153 Einwohner, 17 Häuser |
| • 1829: | 162 Einwohner, 23 Häuser |
| • 1867: | 164 Einwohner, 29 Häuser |

| Seidenbuch: Einwohnerzahlen von 1806 bis 2012 | Seidenbuch: Einwohnerzahlen von 1806 bis 2012 | Seidenbuch: Einwohnerzahlen von 1806 bis 2012 | Seidenbuch: Einwohnerzahlen von 1806 bis 2012 | Seidenbuch: Einwohnerzahlen von 1806 bis 2012 |
| --- | --------------------------------------------- | --------------------------------------------- | --------------------------------------------- | --------------------------------------------- |
| Jahr |                                               |                                               |                                               | Einwohner                                     |
| 1806 | 1806                                          |                                               | 153                                           | 153                                           |
| 1829 | 1829                                          |                                               | 162                                           | 162                                           |
| 1834 | 1834                                          |                                               | 159                                           | 159                                           |
| 1840 | 1840                                          |                                               | 168                                           | 168                                           |
| 1846 | 1846                                          |                                               | 158                                           | 158                                           |
| 1852 | 1852                                          |                                               | 161                                           | 161                                           |
| 1858 | 1858                                          |                                               | 171                                           | 171                                           |
| 1864 | 1864                                          |                                               | 163                                           | 163                                           |
| 1871 | 1871                                          |                                               | 159                                           | 159                                           |
| 1875 | 1875                                          |                                               | 163                                           | 163                                           |
| 1885 | 1885                                          |                                               | 195                                           | 195                                           |
| 1895 | 1895                                          |                                               | 184                                           | 184                                           |
| 1905 | 1905                                          |                                               | 203                                           | 203                                           |
| 1910 | 1910                                          |                                               | 229                                           | 229                                           |
| 1925 | 1925                                          |                                               | 191                                           | 191                                           |
| 1939 | 1939                                          |                                               | 166                                           | 166                                           |
| 1946 | 1946                                          |                                               | 224                                           | 224                                           |
| 1950 | 1950                                          |                                               | 225                                           | 225                                           |
| 1956 | 1956                                          |                                               | 192                                           | 192                                           |
| 1961 | 1961                                          |                                               | 234                                           | 234                                           |
| 1967 | 1967                                          |                                               | 347                                           | 347                                           |
| 1970 | 1970                                          |                                               | 333                                           | 333                                           |
| 1980 | 1980                                          |                                               | ?                                             | ?                                             |
| 1990 | 1990                                          |                                               | ?                                             | ?                                             |
| 2000 | 2000                                          |                                               | 438                                           | 438                                           |
| 2006 | 2006                                          |                                               | 415                                           | 415                                           |
| 2011 | 2011                                          |                                               | 354                                           | 354                                           |
| 2012 | 2012                                          |                                               | 359                                           | 359                                           |
| Datenquelle: Historisches Gemeindeverzeichnis für Hessen: Die Bevölkerung der Gemeinden 1834 bis 1967. Wiesbaden: Hessisches Statistisches Landesamt, 1968. Weitere Quellen: LAGIS; 2000; 2006; 2012: Stadt Lindenfels aus webarchiv. Zensus 2011 |                                               |                                               |                                               |                                               |

### Religionszugehörigkeit
| • 1829: | 19 lutheranische (= 11,43 %), 65 reformierte (= 40,12 %) und 78 katholische (= 48,45 %) Einwohner |
| • 1961: | 64 evangelische (= 70,09 %), 59 katholisch (= 25,21 %)                                            |

## Politik

### Ortsbeirat
Für Seidenbuch besteht ein Ortsbezirk (Gebiete der ehemaligen Gemeinde Seidenbuch) mit Ortsbeirat und Ortsvorsteher nach der Hessischen Gemeindeordnung. Der Ortsbeirat besteht aus sieben Mitgliedern.
Nach der Kommunalwahl 2016 setzt er sich aus drei Vertretern der LWG/CDU und vier Vertretern der SPD zusammen. Ortsvorsteher ist Joachim Terporten (SPD).

### Wappen und Flagge
Wappen

Blasonierung: „In Rot ein silberner, von drei grünen Buchenblättern belegter Schrägrechtsbalken, beseitet von einem silbernen Glasbläserzeichen im oberen Wappenfeld.“
Das Wappen wurde der Gemeinde Seidenbuch im Landkreis Bergstraße am 3. Dezember 1968 durch den Hessischen Innenminister genehmigt.
Gestaltet wurde es durch den Bad Nauheimer Heraldiker Heinz Ritt.
Flagge
Die Flagge wurde der Gemeinde zusammen mit den Wappen genehmigt und wird wie folgt beschrieben:
„Auf dem von Grün und Weiß im oberen Drittel geständerten Flaggentuch im Kreuzpunkt aufgelegt das Gemeindewappen.“